# يو إس إس ميزوري (بي بي-11)

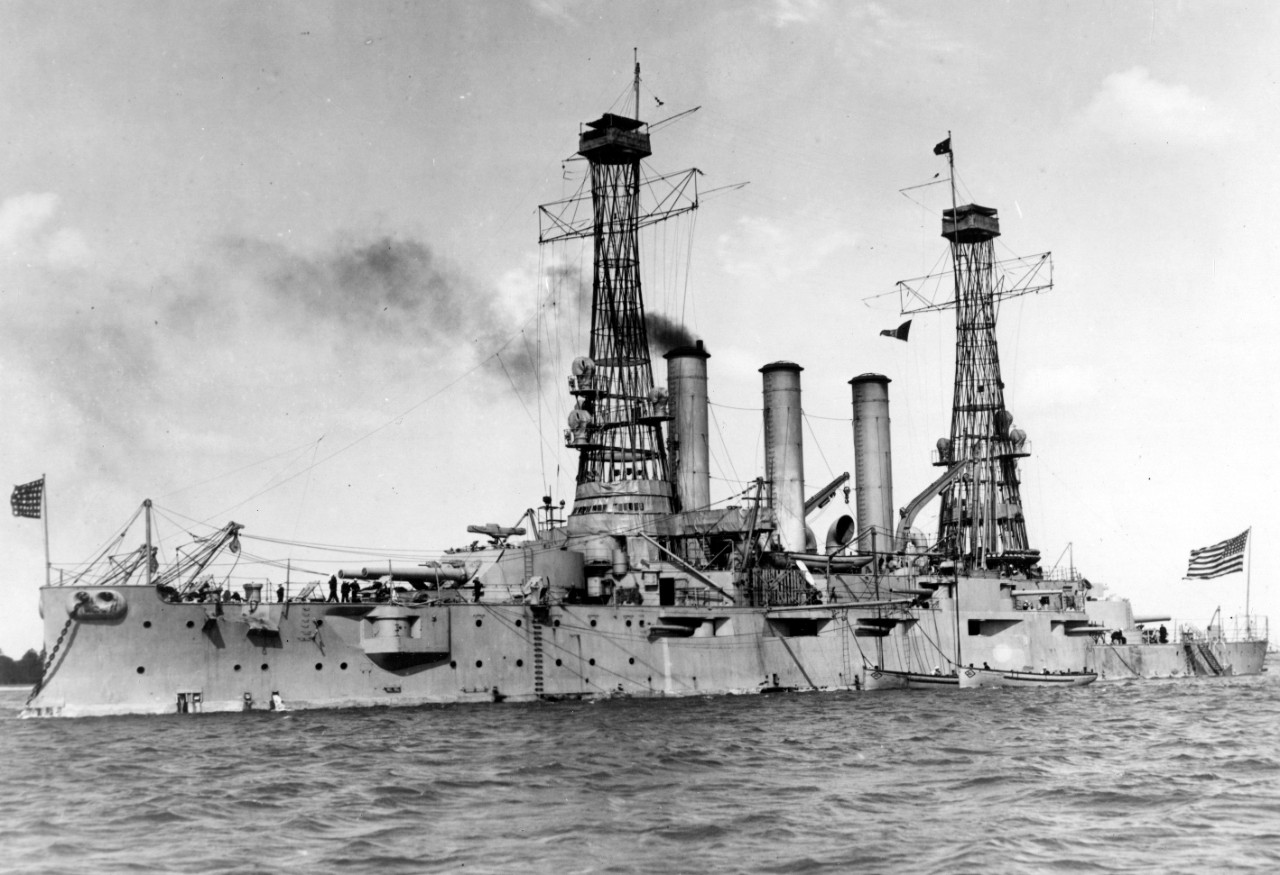
سفينة يو إس إس ميسوري بي بي-11

يو إس إس ميزوري (بالإنجليزية: USS Missouri (BB-11))‏، صدرت سفينة ميزوري بي بي 11 بتاريخ 28 ديسمبر عام 1901م، واستخدمت في فترة الحرب العالمية الأولى، وهي من طراز مَيَن، خرجت من الخدمة بتاريخ 8 سبتمبر عام 1919م، وتمت نسف السفينة بتاريخ 1 يوليو عام 1921م وتباع خردة من الحديد.

## وصلات خارجية
- Naval Historical Center USS Missouri (BB-11), 1903–1922, Selected Views
- MaritimeQuest USS Missouri BB-11 Photo Gallery